# الصومال في الألعاب البارالمبية
تنافس الصومال في دورة الألعاب البارالمبية لأول مرة في عام 2016، وذلك في دورة الألعاب البارالمبية الصيفية المقامة في ريو دي جانيرو عاصمة البرازيل. وأرسلت جمهورية الصومال رياضيًا واحدًا على الكرسي المتحرك للتنافس في سباقات المضمار والميدان، وشارك فرحان عداوي البالغ من العمر 19 عاما في دورة الألعاب البارالمبية 2016، وكان قد قدم من إيطاليا حيث كان يقيم، بعد أن انتقل إليها لتلقي العلاج. وكان فرحان قد تأهل للألعاب من خلال تلبية معايير التأهل في البطولة التي أقيمت في إيطاليا في مارس 2016 حيث سجل رقمًا قياسيًا بوصوله خلال 18.83 ثانية وهو أسرع بـ 1.67 ثانية من وقت التأهل القياسي لمسافة 100 متر رجال (T52). واحتل فرحان المركز الخامس من الجولة الأولى من الألعاب البارالمبية، ولم يتأهل للجولة النهائية.
لم يشارك الصومال أبدًا في دورة الألعاب البارالمبية الشتوية، ولم يحصل أي رياضي صومالي على ميدالية على الإطلاق.

## نتائج
| رياضي | ألعاب | رياضة | حدث | نتيجة | رتبة |
| ----- | ----- | ----- | --- | ----- | ---- |